# Pallavolo Molfetta
La Pallavolo Molfetta è una società pallavolistica maschile italiana con sede a Molfetta: milita nel campionato di Serie B.